# Sikoku-ken
A Sikoku (四国犬 Shikoku-ken vagy másik néven Kochi-ken, ahol a ken kutyát jelent) egy közepes termetű, primitív japán kutyafajta, amely Sikoku szigetéről származik. Eredetileg vadászkutyaként tenyésztették, főleg szarvas és vaddisznó-vadászatok során használták őket. A sikoku kutya rendkívül ritka és csak kevés egyedszám ismert Japán területein kívül. 1937-ben a japán császári ház Japán élő „természeti műemlékének” ismerte el a sikoku kutyafajtát.

## Története
A japán kutyafajták, vagy Nihonken kifejezés alatt hivatalosan hat kutyafajtát értünk, amelyek közé az Akita, Siba inu, Kisú, Sikoku, Kai ken és a Hokkaidó tartozik. Első pillantásra ezek a fajták meglehetősen hasonlóak külső megjelenésükben, de közelebbről megvizsgálva felfedezhetők az egyes fajták sajátságos jellemvonásai. A Sikoku-ken vagy Kócsi-ken a Kócsi prefektúrában található Sikoku sziget hegyvidékeiről származik. Ez a távoli, hegységekkel tarkított vidék kívülállók számára nehezen megközelíthető. Külső megjelenésében a sikoku hasonlít a japán farkasra, egy legenda szerint pedig a sikoku fajtájú kutyák ereiben farkasvér is csörgedez. Ez a hiedelem főleg a külseje miatt alakult ki, valamint abból a tényből, hogy a farkasok jóval tovább éltek Sikoku szigetén, mint bárhol máshol Japánban. 
A sikokuk vadászkutyaként történő tenyésztésük során sikerült megőrizni a vérvonalak tisztaságát. Azok, akik sikokukat tartottak egymástól elszigetelten éltek, ezáltal is korlátozni tudták a fajok keresztezésének lehetőségeit. Ez az elszigeteltség pedig lehetővé tette, hogy a fajtának többféle változata alakuljon ki, illetve különüljön el. A sikoku-ken eredeti vérvonalából öt különböző változat alakult ki, melyeket a kutyák egyedi fizikai tulajdonságaik alapján azonosítottak be. Igazoltan két eredeti Sikoku vonal volt ismeretes: a keleti sikoku és a nyugati sikoku. A keleti, vagy a Curugi-hegyi sikoku kutya a hegy északnyugati lábánál tokusimai változatban, és a hegy délkeleti lábánál, kócsi-aki változatban létezett. A nyugati, vagy Isizucsi-hegyi kutyának három törzse létezett: a hata uvahara délnyugatról, a honkava délről és az ehime-ken súsó-gun északról. Mivel nincs információ, amely leírja az egyes változatok közötti fizikai különbségeket, csak a régió általános környezeti tényezőire és a tenyésztési preferenciáira alapozhattak azok meghatározásakor. Ezen következtetések alapján jutottak arra a megállapításra, hogy talán azok a kutyák, amelyek északról vagy magasabb vidékekről származtak, tömöttebb bundával rendelkeztek, egyesek akár különlegesebb színben tűntek fel, néhányuk pedig magasabb és soványabb volt, könnyebbé téve az erdős terepeken, bozótosokban való közlekedést. Mindezen tényezők megfigyelhetők a sikoku kutya fejlődése során is.
A múltban a Matagik, vagyis a japán vadászok nagy becsben tartották a sikokuikat, ugyanis nagy hasznukat vették a vadászatok során, ahol többnyire a vaddisznók nyomainak követésére használták képességeiket. A kutyákat két módszerrel képezték vadászatra. Az egyik a Hoeru-kupola, vagyis mikor ugatással feltartja a vadat, amíg a vadász megérkezik és a Kami-kupola, mely során harapással ártalmatlanítja ellenfelét. A legtöbb vadász a Hoeru-kupola típusú vadászatra képezte ki kutyáját, hogy biztonságos távolságban tartsák őket a dühös vaddisznóktól és más vadaktól, emellett fontosnak tartották, hogy minimalizálják sérülésveszélyt.
A japánok csak azután kezdték felismerni a tradicionális japán kutyafajták dokumentálásának és tartásának fontosságát, miután a sikoku nyugati vérvonalát is bevezették állattartási kultúrájukba. Mindez a Sóva-kor (1926-1988) idején történt, amikor megalakult a japán kutyavédelmi liga. Az őshonos kutyákat, a sikokut is beleértve, összegyűjtötték a származási helyeik területeiről, városokba szállították, majd kennelekben helyezték el őket. A kiválasztásuk során nem volt pontosan nyomon követve, hogy mely változatokat vitték magukkal, később pedig, hogy a már összegyűjtött példányok keveredtek-e egymással. Mindenesetre napjaink sikoku kutyáiban a nyugati Hankava és Hata törzsek vérvonalai dominálnak.
A honkava vonalat karcsú testfelépítés, állóképesség és fürge mozgásképesség jellemzi, emellett általánosságban elmondható, hogy a többi változathoz képest könnyebb csontszerkezettel rendelkezik, és nincs aljszőrzete sem. A második világháború előtti időszakban a honkava sikoku több mint 80% -a fekete szezámmag (fekete és barna) színben fordult elő. A leghíresebb honkava sikoku kutyák: Csósun, Kusú és Kúma. Közülük is Csósun az, aki kiemelkedő fontossággal bír, ugyanis a mai sikoku kutyák csaknem mindegyike az ő leszármazottja.
A honkavai törzzsel ellentétben, a hata vonal egyedeit nehezebb csontszerkezet jellemzi. Az elülső testük fejlettebb, mint a hátsó, valamint szélesebb koponyával, kisebb fülekkel és dús aljszőrzettel rendelkeznek. Szemeik színe és alakja is különböző, többnyire a vöröses-szezám szín dominál, fekete-szezám színváltozatban kevés számban fordulnak elő. A leghíresebb képviselője a hata vonalnak: Góma, a későbbiekben tenyésztett hata sikoku kutyák pedig az ő leszármazottjai. Ezt a két vonalat a háború után külön-külön tenyésztették, egészen 1955-ig. Jelenleg azonban már nincs különbség a honkava vonal és a hata vonal példányai között, noha az egyes jellegzetességek továbbra is fellelhetők a fajtában.

## Megjelenés
A sikoku egy közepes méretű, kiegyensúlyozott, jól fejlett, jó csontozatú, erős kutyafajta. A hivatalosan elfogadott szőrzetszínük a szezám, vöröses-szezám és fekete-szezám. A standard mintázatot uradzsirónak nevezik, amely egy fehér vagy világosabb színt jelent és amellyel a kutya hasfelőli területeit, vagyis a pofa oldalait, az állkapcsot, az állkapocs és a nyak alatti részt, a mellkas és a hasi területet és a lábak belső oldalát, valamint a szemek körüli területeket jellemzik. Ugyan krémszínű, fehér, illetve az uradzsirótól eltérő változatokban is megjelenhetnek, azonban hivatalos kutyakiállításokon ezek nem elfogadottak. Fülei hegyesek, farka kunkorodó, bundája pedig többnyire dús, kétrétegű. Szemei viszonylag kicsik, háromszög alakúak és sötétbarna színűek. Orra fekete. A hímek átlagos marmagassága 52 cm, a nőstényeké 49 cm.

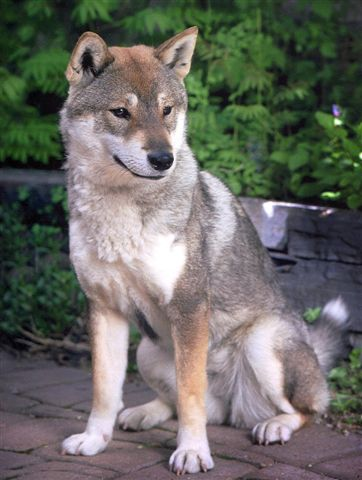

## Ápolás
A sikoku kutyák bundája kétrétegű, amely egy sűrű és tömött alsó rétegből és egy durva külső rétegből áll. Elég hetente néhányszor átfésülni, ez segít szabályozni a vedlésüket, valamint fürdetni is csak szükség esetén kell őket. Karmaik erősek és viszonylag gyorsan nőnek, emiatt a rendszeres karomvágás elkerülhetetlen. Tavasszal azonban a sikokuk egy masszív vedlési időszakon mennek keresztül, amely során az alsó szőrzetük csomókban kihullik. Ez egy természetes folyamat, amely során a kutyák megszabadulnak nehéz, téli bundájuktól és felkészülnek a meleg időjárásra. A kutya bundájának vastagsága és az adott éghajlat együttesen határozzák meg a vedlés mértékét. Könnyen átvészelhető ez az időszak egy jó kefe segítségével és állandó porszívózással. Miután a teljes alsó szőrzete kihullott, a kutya sokkal vékonyabbnak tűnik és a bundája is durvább kinézetű lesz. Ez normális. Az alsó réteg fokozatosan visszatöltődik és a kétrétegű bundáját visszanyeri, mire újra beköszönt a hideg idő.

## Jellem
A sikoku kutyákat többnyire nyugodt természet jellemzi, kevésbé önfejűek vagy makacsok. Toleránsak, szófogadók és engedelmesek gazdájukkal szemben. Lelkes vadászok, kitartásuk kiemelkedő. A sikokuk energikusak és éberek, emellett roppant tanulékonyak.

## Egészség
A sikoku egészséges, robusztus kutyafajta. Átlagos élettartamuk 13-15 év. Tartásuk során biztosítani kell számukra a minőségi étrendet, a rendszeres állatorvosi ellátást, éves oltásokat és gondoskodni kell a napi mozgásigényük kielégítéséről. A fajtára jellemző betegségek a csípő- és térdficam, különböző élelmiszer-allergia, fogkő kialakulás és bűzmirigy fertőzések.

## Kiknek ajánlott a tartása
A sikoku ritka kutyafajta, még Japánban is. Ez azt jelenti, hogy kevés kutya áll rendelkezésre, és gyakran sokáig kell várni egy-egy kölyökre. A tenyész állományt Japánból importálják, ami nagyon költséges, ezzel mindenképp kalkulálni kell. Ami a környezetet, otthont illeti, az otthon mérete nem számít a sikokuk számára. Amire szükségük van az a minőségi együtt töltött idő a gazdájukkal, emellett különböző kutyás sportokban való részvétel erősen javasolt. Ez a fajta nem való mindenkinek. A legideálisabb olyan személyeknek, akik elkötelezettek amellett, hogy aktív életet éljenek, ugyanis rendkívül nagy mozgásigénnyel rendelkezik. Primitív természete miatt határozott gazdát igényel. Gyakran védik területüket, és dominánsak lehetnek fajtársaikkal szemben. A sikokuk elvannak gyerekekkel, de általában csak akkor, ha együtt nőnek fel vagy ha a kutya szocializációjára még kölyökkorban nagy hangsúly helyeződik.